# 康厚明
康厚明（1963年3月—），重庆永川人，汉族，重庆建工第一市政工程公司路面分公司回兴沥青拌合站副站长，重庆市总工会兼职副主席。中共十八大代表、第十一届全国人大代表。
毕业于重庆市永川王坪乡农中，2002年5月加入中国共产党。曾任重庆城建控股（集团）第一市政工程公司路面处农工班班长。